# Kay Fisker
Kay Otto Fisker (ur. 14 lutego 1893 w Frederiksberg, zm. 21 czerwca 1965 w Kopenhadze) – duński architekt.
W swoich projektach wykorzystywał elementy tradycyjnej architektury duńskiej, łącząc ją z funkcjonalizmem. Jest autorem kompleksu uniwersyteckiego w Århus oraz osiedli mieszkaniowych w Kopenhadze m.in. Gullfosshus.